# Luiz Paulo Barreto
Luiz Paulo Teles Ferreira Barreto (Rio de Janeiro, 19 de janeiro de 1964) é um economista e advogado brasileiro. Foi ministro da Justiça do Brasil.

## Biografia
Formado em ciências econômicas e em direito pela Faculdade de Economia, Ciências Contábeis e Administração de Empresas do Centro de Ensino Unificado de Brasília (UNICEUB), Barreto ingressou no Ministério da Justiça em 1983 por meio de concurso público. 
Após 20 anos no Ministério da Justiça, exercendo o cargo de diretor do Departamento de Estrangeiros, foi indicado secretário-executivo do ministério em 2003. Foi presidente do Comitê Nacional para os Refugiados (CONARE) e do Conselho Nacional de Combate à Pirataria e Delitos contra a Propriedade Intelectual.
Em 10 de fevereiro de 2010 foi escolhido para o cargo de ministro da Justiça pelo presidente Lula. Com a eleição da presidente Dilma Rousseff e a nomeação de José Eduardo Cardozo para o cargo de ministro, foi convidado para voltar ao cargo de secretário-executivo do ministério.